# Svetovno prvenstvo v hokeju na ledu 2002
Svetovno prvenstvo v hokeju na ledu 2002 je bilo šestinšestdeseto Svetovno prvenstvo v hokeju na ledu. Potekalo je med 25. marcem in 11. majem 2002 v Göteborgu, Jönköpingu in Karlstadu, Švedska (elitna divizija), Eindhovnu, Nizozemska, Dunaújvárosu in Székesfehérváru, Madžarska (1. divizija), Kapstadtu, Republika Južna Afrika, in Novem Sadu, Zvezna republika Jugoslavija (2. divizija) ter Ciudadu de México, Mehika (3. divizija). Zlato medaljo je osvojila Slovaška reprezentanca, srebrno ruska, bronasto pa švedska, v konkurenci triinštiridesetih reprezentanc, desetič tudi slovenske, ki je osvojila trinajsto mesto. To je bil za slovaško reprezentanco prvi naslov svetovnega prvaka.

## Dobitniki medalj
| Zlato | Srebro | Bron |
| SlovaškaJán Lašák Miroslav Šimonovič Rastislav Staňa Lubomír Višňovský Radoslav Hecl Peter Smrek Richard Lintner Dušan Milo Miroslav Štrbák Ladislav Čierny Jerguš Bača Žigmund Pálffy Jozef Stümpel Peter Bondra Miroslav Šatan Michal Handzuš Lubomír Bartečko Vladimír Országh Rastislav Pavlikovský Ladislav Nagy Róbert Petrovický Miroslav Hlinka Radovan Somík Peter Pucher Marek Uram Róbert Tomík | RusijaAleksander Judin Sergej Višedkevič Dimitrij Bikov Anton Volčenkov Aleksander Guskov Sergej Gusev Aleksej Koznev Dimitrij Zatonski Dimitrij Rjabikin Andrej Razin Ivan Tkačenko Aleksander Savčenkov Aleksander Prokopjev Vladimir Antipov Sergej Žukov Vjačeslav Bucajev Ravil Gusmanov Roman Ljašenko Viktor Čistov Edon Podomacki Maksim Sušinski Maksim Sokolov Valerij Karpov Dimitrij Kalinin Andrej Kovalenko Maksim Afinogenov | ŠvedskaStefan Liv Tommy Salo Rolf Wanhainen Niklas Andersson Per-Johan Axelsson Ulf Dahlén Johan Davidsson Nichlas Falk Pierre Hedin Kristian Huselius Andreas Johansson Magnus Johansson Mathias Johansson Thomas Johansson Jonas Johnson Kim Johnsson Jörgen Jönsson Markus Näslund Michael Nylander Thomas Rhodin Ronnie Sundin Daniel Tjärnqvist Henrik Zetterberg Mattias Weinhandl |

## Končni vrstni red
1. Slovaška
2. Rusija
3. Švedska
4. Finska
5. Češka
6. Kanada
7. ZDA
8. Nemčija
9. Ukrajina
10. Švica
11. Latvija
12. Avstrija
13. Slovenija
14. Poljska
15. Italija
16. Japonska
17. Belorusija
18. Danska
19. Francija
20. Madžarska
21. Kazahstan
22. Norveška
23. Združeno kraljestvo
24. Danska
25. Romunija
26. Hrvaška
27. Južna Koreja
28. Kitajska
29. Estonija
30. Litva
31. Belgija
32. Jugoslavija
33. Španija
34. Izrael
35. Bolgarija
36. Avstralija
37. Južna Afrika
38. Islandija
39. Turčija
40. Luksemburg
41. Severna Koreja
42. Mehika
43. Nova Zelandija